# Hélie de Lyon
Hélie (ou Hélius, en latin Ælius ou Helias) fut le 4e évêque de Lyon.
Il est reconnu comme saint par l'Église catholique romaine et l'Église orthodoxe.

## Biographie
Sa vie nous est en grande partie inconnue. Il succède à saint Zacharie comme évêque de Lyon dans la première moitié du IIIe siècle.
Il aurait fondé un monastère sur l'Île Barbe, en y établissant le premier abbé, Dorothée. Saint Grégoire de Tours l'évoque dans son In Gloria confessorum en racontant qu'à sa mort, un voleur ayant ouvert son tombeau pour dépouiller son corps, le cadavre d'Hélius étreigna le voleur et ne le délivra qu'après que celui-ci fut gracié par le juge. Ce texte nous sert essentiellement à nous assurer que Grégoire de Tours en connaissait la crypte funéraire.
Comme la plupart des premiers évêques de Lyon, son nom est d'origine grecque.